# أنطون برترام
أنطون برترام هو قاضي سريلانكي، ولد في 8 فبراير 1869، وتوفي في 17 سبتمبر 1937.